# Джордж, Элизабет
Элизабет Джордж (англ. Susan Elizabeth George; род. 26 февраля 1949) — современная американская детективная писательница, автор книг о Великобритании, главными персонажами которых являются инспектор Линли (граф) и сержант Барбара Хэйверс (из простонародья), послуживших также основой сериала на BBC.

## Биография
Элизабет Джордж родилась в г. Уоррен, шт. Огайо, однако в возрасте полутора лет переехала с семьей в Область залива Сан-Франциско. Джордж окончила Калифорнийский университет, где изучала Английский язык и получила лицензию на преподавание. Помимо преподавания Английского в общеобразовательной школе, Джордж получила докторскую степень по психологии. За время своей преподавательской карьеры, Джордж получила звание «Учитель года» округа Ориндж, Калифорния. Элизабет Джордж оставила карьеру учителя через тринадцать с половиной лет, когда опубликовала свой первый роман.
Её первый роман — «Великое избавление» — был опубликован в 1988 году и повествовал о Томасе Линли, лорде Ашертоне, инспекторе Скотланд-Ярда благородного происхождения; его партнере детективе Барбаре Хэйверс, родом из народа; леди Хелен Клайд, девушке, а позднее и жене Томаса Линли. Этот роман принес Элизабет Джордж несколько наград и премий, в том числе Премию Энтони, Премию Агаты, французскую литературную премию «Le Grand Prix de Literature Policiere», роман также был номинирован на премию Эдгара и премию Макавити.

## Фильмография
2001-2008 гг. — сериал «Инспектор Линли расследует…»  (производство Великобритания).